# روي إل. غيلبرت
روي إل. غيلبرت (بالإنجليزية: Roy L. Gilbert)‏ هو فارس أمريكي، ولد في 1938 في لندن في الولايات المتحدة، وتوفي في 4 أبريل 1961.